# Distrikt Los Chankas
Der Distrikt Los Chankas liegt in der Provinz Chincheros in der Region Apurímac in Zentral-Peru. Der Distrikt wurde am 14. Juni 2016 aus Teilen des Distrikts Huaccana gebildet. Der Distriktname bezieht sich auf das indigene Volk der Chanka.
Die Distriktfläche beträgt 145 km². Beim Zensus 2017 wurden 1051 Einwohner gezählt. Die Distriktverwaltung befindet sich in der auf einer Höhe von 2035 m am rechten Flussufer des Río Pampas gelegenen Ortschaft Río Blanco mit 279 Einwohnern (Stand 2017). Río Blanco liegt 14 km nordwestlich der Provinzhauptstadt Chincheros. Bei Río Blanco überquert die Nationalstraße 3S (Chincheros–Ayacucho) den Río Pampas.

## Geographische Lage
Der Distrikt Los Chankas liegt im Andenhochland im nördlichen Westen der Provinz Chincheros am rechten östlichen Flussufer des nach Norden strömenden Río Pampas. Die nordöstliche Distriktgrenze bildet das kleine Flüsschen Río Pulcay.
Der Distrikt Los Chankas grenzt im Westen an den Distrikt Ocros (Provinz Huamanga). Im Norden, Osten und Süden wird der Distrikt von dem Distrikt Huaccana umschlossen.